# Отеле, Филип
Филип Порви Отеле (англ. Philip Porwei Otele; род. 15 апреля 1999, Порт-Харкорт) — нигерийский футболист, нападающий клуба ЧФР.

## Клубная карьера
Отеле — воспитанник английских клубов «Тиссиди» и Вольвистон. В 2019 году игрок подписал контракт с литовским «Кауно Жальгирис». 14 июня в матче против «Жальгириса» он дебютировал в чемпионате Литвы. 24 июня 2020 года в поединке против «Жальгириса» Филип забил свой первый гол за «Кауно Жальгирис». В начале 2022 года Отеле перешёл в румынский УТА. 5 февраля в матче против «Сепси» он дебютировал в чемпионате Румынии. 5 марта в поединке против «Миовени» Филип забил свой первый гол за УТА.
Летом 2023 года Отеле перешёл в ЧФР Клуж. 15 июля в матче против «Политехника» он дебютировал за новый клуб. 21 августа в поединке против «Университати» Филип забил свой первый гол за ЧФР.